# منير التليلي
منير التليلي، ولد بجزيرة جربة من ولاية مدنين في 6 جويلية 1959، هو أستاذ جامعي بالمعهد العالي لأصول الدين التابعة لجامعة الزيتونة و عالم دين وسياسي تونسي.
شغل منصب وزير الشؤون الدينية من 2014 إلى 2015 ، ثم رئيس بلدية باردو منذ عام 2019. وعضو لدى بعض هيآت الرقابة الشرعية ببعض البنوك والمؤسسات المالية وصناديق الاستثمار ومؤسسات التأمين الإسلامي.
عين وزير الشؤون الدينية للجمهورية التونسية بحكومة المهدي جمعة ،حيث ادى اليمين أمام رئيس الجمهورية المؤقت المنصف المرزوقي يوم الأربعاء 29 جانفي 2014.

## سيرة شخصية
تليلي أستاذ جامعي في المعهد العالي للاهوت التابع لجامعة الزيتونة . كما أنه عضو في هيئات تطبيق القانون الشرعي للبنوك والمؤسسات المالية وصناديق الاستثمار.

في 2014 عين وزيرا للشؤون الدينية في حكومة جمعة خلفا لنور الدين الخادمي. في 2019 ، انتخب رئيسًا لبلدية باردو على رأس قائمة البديل التونسي.
1. ↑  walid. "Tunisie: Mounir Tlili, nouveau maire du Bardo". Directinfo (بfr-FR). Archived from the original on 2019-08-08. Retrieved 2021-09-28.{{استشهاد ويب}}:  صيانة الاستشهاد: لغة غير مدعومة (link)
2. ↑  "Les News : News Tunisie, News Sport, music - Shems FM - 1". www.shemsfm.net. مؤرشف من الأصل في 2021-09-16. اطلع عليه بتاريخ 2021-09-28.